# Lykon aus der Troas
Lykon aus der Troas (* ca. 300 v. Chr.; † 225 v. Chr.) war ein antiker griechischer Philosoph. 
Er war der vierte Scholarch des Peripatos von 270/268 bis 226/224 v. Chr. Cicero schrieb in seinem Werk De finibus bonorum et malorum über ihn, er sei zwar ein guter Redner, habe aber nichts zu sagen.